# ダウラット・ビクラム・ビスタ
ダウラット・ビクラム・ビスタ(ネパール語：दौलतविक्रम विष्ट;英語: Daulat Bikram Bista; 1925年10月9日 - 2002年1月1日)は、ネパール文学の作家・詩人。貧しい人々や踏みにじられた人々への搾取と差別という社会問題を切り取った著作を発表している 。

## 経歴・人物
1925年、ビスタは父ソムラジ・ビスタと母マン・クマリ・ビスタの長男として生まれた。先祖代々の家はラムジュン郡にあったが、父ソムラジは政府の職を得るためにビスタが生まれる前にカトマンズに移住していた。ビスタは、仕事中に父親がラムジュンに転勤したため、ラムジュンで生まれた。一家は父親の転職に伴い、さまざまな都市に住んでいた。母マンは1938年に亡くなり、その後父親は2番目の妻と結婚した。腹違いの兄弟が4人いる 。
ビスタは19歳でリチュ（プレムラル・パンディの娘）と結婚した。しかし、妻は結婚3か月後に出産したため、離婚した。その後、ヌタン・クマリ（バクタマン・バスネットの娘）と結婚。二人の間には、四男二女、計6人の子供ががいた 。
妻リチュは1997年に死去。その5年後の2002年1月1日にビスタは亡くなった。 

### 学歴
1947年に高校を卒業し、トリブバン大学で教養学士と教育学士を取得した。また、私立学生としてインドのアリーガル大学で修士課程を修了した。

## 作品
最初の小説『マンジャリ』は1958年に出版された。1951年の革命によってもたらされた変化に基づいた社会小説で、当時の社会的、文化的展望と慣習を明らかにしている。
以下にビスタの主要な作品を挙げる  
- Chapaiyeka Anuharharu (Emaciated Faces)
- Jyoti Jyoti Mahajyoti (Light of Lights)
- Thakeko Akash (An Exhausted Sky)
- Bigriyeko Bato (Spoiled Path)
- Bhok Ra Bhittaharu (Hunger and Walls)
- Baluwa Mathi ( On The Sand)
- Himal Ra Manche (Himalaya And A Man)
- Fasiko Fandama

## 受賞歴
- マダン賞(1988年)[4]
- サジャハ賞[5]
- ゴルカ・ダクシナ・バフ勲章第４等級章